# Armenian National Committee of America

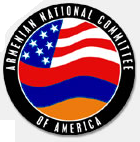
Logo

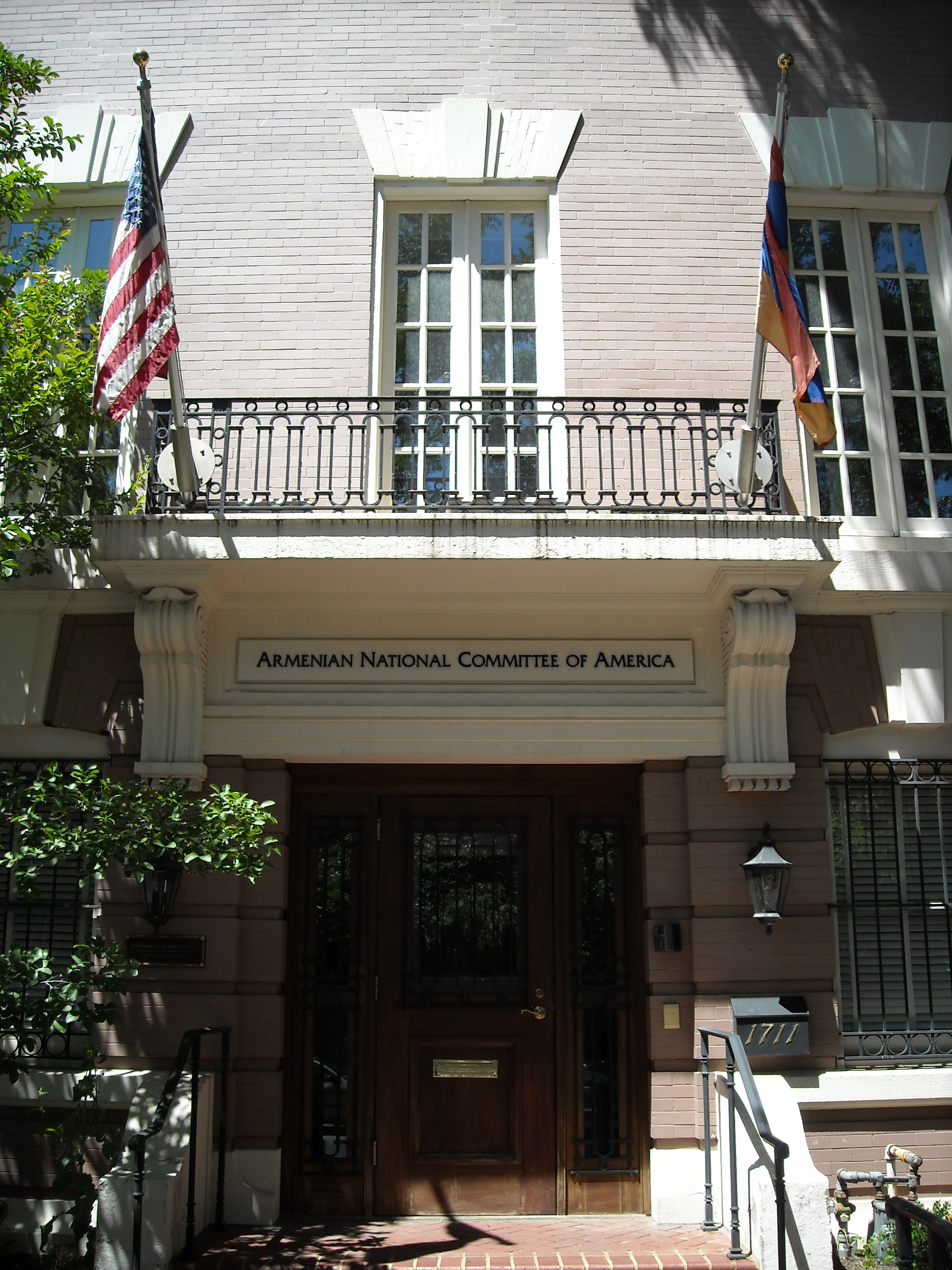
Hauptquartier in Washington

Das Armenian National Committee of America (armenisch Ամերիկայի Հայ Ազգային Կոմիտե, ANCA) ist eine große und einflussreiche amerikanisch-armenische Graswurzelorganisation in den Vereinigten Staaten. Die Dachorganisation ist die Armenische Revolutionäre Föderation (Taschnaken).
Es arbeitet mit einem Netzwerk von Büros, örtlichen Ablegern (sog. Chapters) und Unterstützern im ganzen Land und der mit ihm verbundenen Organisationen in der ganzen Welt. Die ANCA kümmert sich um die Probleme der armenisch-amerikanischen Gemeinschaft auf einer breiten Palette von Themen.

## Geschichte
Das Nationalkomitee wurde 1918, nach dem Ersten Weltkrieg und dem Völkermord an den Armeniern, als American Committee for the Independence of Armenia (ACIA) von Vahan Kardashian, dem ehemaligen Konsul des Osmanischen Reiches in Washington, D.C., gegründet. Viele prominente amerikanische und verbündete Persönlichkeiten, darunter James Watson Gerard, der US-Botschafter in Deutschland, Senator Henry Cabot Lodge, Charles Evans Hughes (späterer Chief Justice des Obersten US-Gerichtshofs) und Elihu Root, nahmen an der Organisation teil. Das Ziel der ACIA war das unabhängige Wilsonsche Armenien. Die ACIA hatte ein Zentralbüro in New-York-Stadt und 23 Regionalbüros in 13 Bundesstaaten.
1941 wurden diese Büros schrittweise zum Armenischen Nationalkomitee von Amerika ausgebaut. Die Tätigkeit wurde auch auf öffentliche Beziehungen ausgeweitet, um die lokalen armenischen Gemeinden mit den gesamt-armenischen Angelegenheiten vertraut zu machen. Andere Aktivitäten umfassten Gedenkveranstaltungen zum 24. April (Gedenktag zum Völkermord an den Armeniern), öffentliche Foren, Wählerregistrierungen sowie Unterstützung von Kandidaten für die Lokal- sowie Staatspolitik.

## Struktur
Die zentralen Büros befinden sich in Washington D.C. (Hauptsitz), Boston und Los Angeles. Die ANCA hat mehr als fünfzig lokale Ableger und tausende von Aktivisten, die in Zusammenarbeit mit einem großen Netz von regionalen armenischen Nationalen Komitees, in Armenien, Russland, Frankreich, den Nahen Osten, in Kanada und Australien arbeiten.
Der geschäftsführende Direktor des ANCA ist Ara Hamparian, der Vorsitzende Ken Hachikian.